# Thanatus gnaquiensis
Thanatus gnaquiensis là một loài nhện trong họ Philodromidae.
Loài này thuộc chi Thanatus. Thanatus gnaquiensis được Embrik Strand miêu tả năm 1908.